# Смирнов, Андрей Геннадьевич
Андре́й Генна́дьевич Смирно́в (р. 28 марта 1960, Тула) — советский и российский волейболист, тренер, заслуженный тренер России.
Выступал на позиции связующего за тульские волейбольные команды «Политехник» (1980—1982), «Металл» (1983—1989), «Левша» (1990—1992). Тренировал мужские команды «Левша» Тула (1992—1996), «Танаис» Новомосковск (1997—2003).
В 1998—2000 — тренер, а в 2000—2001 — главный тренер мужской молодёжной сборной России, чемпиона Европы 1998 и 2000. В 2001 также возглавлял мужскую юниорскую сборную России, бронзового призёра чемпионата мира по волейболу среди юношей.
С 2003 года работал тренером женских волейбольных команд: 
- 2003—2005 — «Тулица-Туламаш» (Тула) — главный тренер;
- 2005—2006 — «Динамо» (Краснодар) — старший тренер;
- 2006—2009 — «Университет-Белогорье» (Белгород) — старший, а с 2008 — главный тренер. В ноябре 2008 привёл белгородскую команду к победе в розыгрыше Кубка России;
- 2009—2010 — «Индезит» (Липецк) — главный тренер;
- 2010—2014 — «Воронеж» (Воронеж) — старший тренер;
- 2014—2015 — «Йешилюрт» (Стамбул, Турция) — главный тренер;
- 2015—2016 — «Омичка» (Омск) — главный тренер;
- 2016—2023 — «Липецк-Индезит»/«Липецк» (Липецк) — главный тренер. Чемпион Высшей лиги «А» 2020;
- 2024 — «Енисей» (Красноярск) — главный тренер.

## Источник
- Волейбол. Энциклопедия/Сост. В. Л. Свиридов, О. С. Чехов. Томск: Компания «Янсон» — 2001.